# گمینا ستاره میاستو
گمینا ستاره میاستو (به لهستانی:  Gmina Stare Miasto) یک گمینا در لهستان است که در شهرستان کونگن واقع شده‌است. گمینا ستاره میاستو ۹۷٫۸۲ کیلومتر مربع مساحت و ۱۰٬۳۵۵ نفر جمعیت دارد.